# Campo Balbuena
Campo Balbuena es un pequeño poblado ubicado en el municipio de Navolato, Sinaloa, México. Este lugar es conocido por su importante producción agrícola, especialmente de hortalizas como tomates, chiles y pepinos.
La población de Campo Balbuena es cercana a los 3,000 habitantes, quienes se dedican principalmente a la agricultura y ganadería. Los habitantes de este lugar son muy amables y acogedores, lo que lo convierte en un lugar ideal para visitar y conocer la cultura y tradiciones de Sinaloa.
El clima en Campo Balbuena es cálido y húmedo, con una temperatura media anual de alrededor de 25 °C. Esta región cuenta con una gran variedad de flora y fauna, lo que la convierte en un lugar ideal para realizar actividades al aire libre como senderismo, observación de aves y pesca deportiva.
La educación en Campo Balbuena es muy importante para la comunidad, por lo que cuenta con escuelas primarias y secundarias para los niños y jóvenes de la zona. Además, también se realizan diversas actividades culturales y deportivas para fomentar la integración y el desarrollo social de la comunidad.
En cuanto a la economía de Campo Balbuena, la producción agrícola es su principal fuente de ingresos. La mayoría de los habitantes se dedican a la siembra y cosecha de hortalizas, las cuales son vendidas en mercados locales y exportadas a diferentes partes del país.

En resumen, Campo Balbuena es un lugar lleno de cultura y tradiciones, con una economía basada en la agricultura y una población amable y acogedora. Es un lugar ideal para visitar y conocer la vida rural de México, así como para disfrutar de actividades al aire libre y de la rica gastronomía de la región.
1. ↑  Nacional., México. Secretaría de la Defensa (1975), Navolato, Departamento Cartográfico, OCLC 501199716, consultado el 11 de abril de 2023.

- Datos: Q117617474